# Muhammad Musa
Muhammad Hasan Musa, Mohamed Hassan Moussa (ar. محمد حسن موسى; ur. 27 grudnia 1921 w Aleksandrii) – egipski zapaśnik walczący w obu stylach. Dwukrotny olimpijczyk. Piąty w Helsinkach 1952 i odpadł w eliminacjach w Londynie 1948. Startował w kategorii 67–73 kg w stylu wolnym.
Czwarty na mistrzostwach świata w 1950. Brązowy medalista mistrzostw Europy w 1949. Wicemistrz igrzysk śródziemnomorskich w 1951.
- Turniej w Londynie 1948 – 67 kg

Pokonał zawodnika Indii Banta Singha i przegrał z Amerykaninem Billem Kollem i reprezentantem Korei Południowej Kim Seog-yeongiem.
- Turniej w Helsinkach 1952 – 73 kg

Zwyciężył Belga Josa De Jonga i Cyrila Martina z RPA a przegrał z Czechosłowakiem Vladislavem Sekalem i Amerykaninem Williamem Smithem.